# Petrus Nicolaas van den Boer
Petrus Nicolaas (Pieter) van den Boer (Veghel, 26 maart 1846 – Tilburg, 1926) was een Nederlands kunstschilder.
Na zijn schooljaren vestigde hij zich in Tilburg. In die plaats zou hij blijven wonen en werken tot aan zijn dood in 1926. Van den Boer kreeg in Tilburg en andere plaatsen behoorlijk wat bekendheid, onder meer als zeer verdienstelijk vervaardiger van muurschilderingen.
Ook maakte Van den Boer schilderijen. In het Regionaal Archief Tilburg hangt bijvoorbeeld een portret van P.F. Bergmans (onder meer lid van de Tilburgse gemeenteraad en wethouder) dat door Van den Boer is geschilderd.